# The Spleen
The Spleen est un groupe de rock canadien, originaire de Québec, au Québec.

## Biographie
Il est constitué du chanteur, Francis Frenette, du guitariste Julien Martel, du bassiste Steeve Marchand et du batteur Simon Roy. Le groupe présente une musique pop rock aux teintes britpop et aux influences éclectiques,. Le lancement de leur premier album No More a eu lieu le 20 mai 2008, au Théâtre Petit Champlain à Québec. Leur deuxième album Together and Free est sorti le 19 septembre 2013. 

## Origines du nom
Le nom du groupe fait référence au recueil de poème Le Spleen de Paris par Charles Baudelaire. La définition de spleen, selon Baudelaire, est un état mélancolique sans cause définie donc pour les membres du groupe, une source d'inspiration pour la composition.

## Membres
- Francis Frenette – chant, guitare
- Julien Martel – guitare
- Steeve Marchand – guitare basse
- Simon Roy – batterie

## Discographie

### Albums studio
- 2008 : No More
- 2013 : Together and Free

### Singles
- All Is done
- Crash
- Get Over You
- I Won't Let Go